# Chaetomitrella
Chaetomitrella là một chi rêu trong họ Hookeriaceae.